# Mister Ed

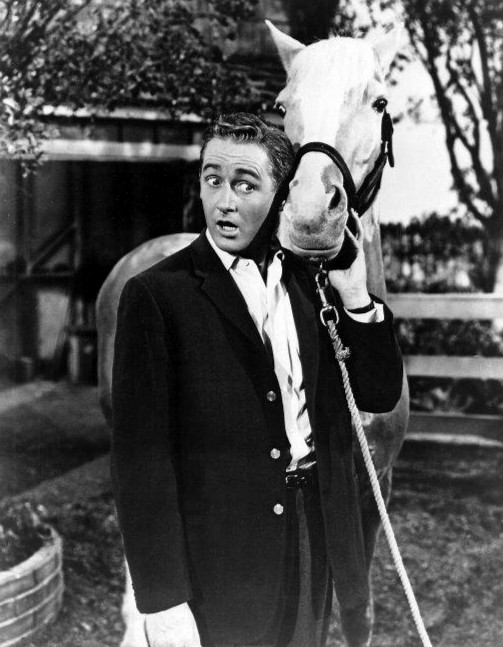
Mister Ed en Wilbur Post (Alan Young)

Mister Ed (El Monte, 1949 – 1968) was een paard, dat de titelrol vervulde in de gelijknamige Amerikaanse televisieserie die van 1961 tot 1966 werd uitgezonden door CBS. In totaal zijn 143 afleveringen geproduceerd. In Nederland werd de serie in eerste instantie uitgezonden vanaf het REM-eiland door het commerciële TV-Noordzee. Toen deze uit de lucht werd genomen, nam de KRO de uitzending over.
De sitcom gaat over een intelligent paard (ras: American Saddlebred) genaamd Mister Ed, dat met zijn eigenaar Wilbur Post (gespeeld door Alan Young) kan praten. Volgens de producer van het programma, Arthur Lubin, werd Alan Young gecast omdat hij eruit zou zien als "iemand met wie een paard wel zou willen praten".
De werkelijke naam van Mister Ed was Bamboo Harvester. In tegenstelling tot wat veelal wordt aangenomen is hij niet in 1979 overleden, maar is hij vanwege een gebroken been en andere gezondheidsproblemen uit zijn lijden verlost in 1968. De acteur Allan Lane leende zijn stem aan Mister Ed.
De titelsong is geschreven door Jay Livingston en Ray Evans en is door eerstgenoemde ingezongen.

## Trivia
- dj Tom Mulder heeft de titelsong tijdens zijn dienstverband bij de TROS op Hilversum 3 en later Radio 3 voor zijn eigen naamjingle gebruikt t.b.v. diverse radio programma's.

In de film The Nutty Professor uit 1996, benoemt het personage van acteur Eddie Murphy, over het personage van de comediant Dave Chappelle, dat zijn moeder een verhouding moet hebben gehad met mr Ed, vanwege diens grote voortanden en de gelijkenis daarvan met een paard.